# NN-73
La carretera NN‑73 es una vía colectora secundaria ubicada en el departamento de Matagalpa. Une las localidades de Esquipulas y San Ramón, sirviendo como conector entre dos importantes ejes productivos agrícolas del centro-norte del país.

## Trazado y cruces
| km   | Localidad / Punto   | Departamento | Conexión / Ruta |
| ---- | ------------------- | ------------ | --------------- |
| 0,0  | Esquipulas          | Matagalpa    | NN 72           |
| 5,6  | Comunidad El Roblar | Matagalpa    | Camino rural    |
| 13,5 | San Ramón           | Matagalpa    | NIC 3           |

## Coordenadas
Uno de los tramos de la NN‑73 puede ser encontrado en las coordenadas: 12°58′03″N 85°41′13″O / 12.9675, -85.6869